# إدوين بالمر هويت
إدوين بالمر هويت (بالإنجليزية: Edwin Palmer Hoyt)‏ هو مؤرخ عسكري أمريكي، ولد في 5 أغسطس 1923 في بورتلاند في الولايات المتحدة، وتوفي في 29 يوليو 2005 في طوكيو في اليابان.